# Augusto de Vasconcelos

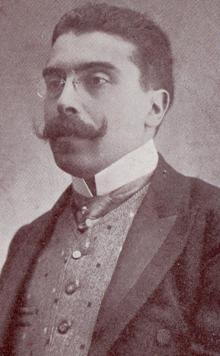
Augusto de Vasconcelos in 1911.

Augusto César de Almeida de Vasconcelos Correia (Lissabon, 25 september 1867 - 27 september 1951) was een Portugees arts, diplomaat en politicus. Voor de Democratische Partij was hij tijdens de Eerste Portugese Republiek minister van Buitenlandse Zaken en premier van zijn land.

## Levensloop
Augusto de Vasconcelos studeerde geneeskunde aan het Chirurgisch-Medisch Instituut van Lissabon. Na het einde van zijn studies in 1891 onderwees hij aan het instituut. Als overtuigde republikein was hij lid van de Republikeinse Partij en nadat deze partij na het einde van de monarchie in 1910 uiteenviel, werd hij lid van de Portugese Republikeinse Partij, de Democratische Partij genoemd.
Toen João Chagas, een persoonlijke vriend van de Vasconcelos, op 4 september 1911, de eerste grondwetmatige regering na de val van de monarchie vormde, werd de Vasconcelos minister van Buitenlandse Zaken in diens regering. Nadat Chagas op 13 november 1911 ontslag nam als premier, volgde de Vasconcelos hem op. Tegelijkertijd bleef hij minister van Buitenlandse Zaken. Op 16 juni 1912 trad ook hij af als premier van Portugal.
Vervolgens begon hij een loopbaan in de diplomatie. Van 1913 tot 1914 was hij ambassadeur in Madrid en van 1914 tot 1919 in Londen. Ook delegeerde zijn land hem bij de Vredesconferentie van Parijs en vertegenwoordigde de Vasconcelos zijn land bij de Volkenbond. In 1935-1936 nam hij deel aan de vredesonderhandelingen na de Chaco-oorlog tussen Bolivia en Paraguay. Van 1935 tot 1937 was hij de voorzitter van de Algemene Vergadering van de Volkenbond.
- Gemeinsame Normdatei: 1184310351
- Virtual International Authority File: 4587155648128118330008